# Dunkel

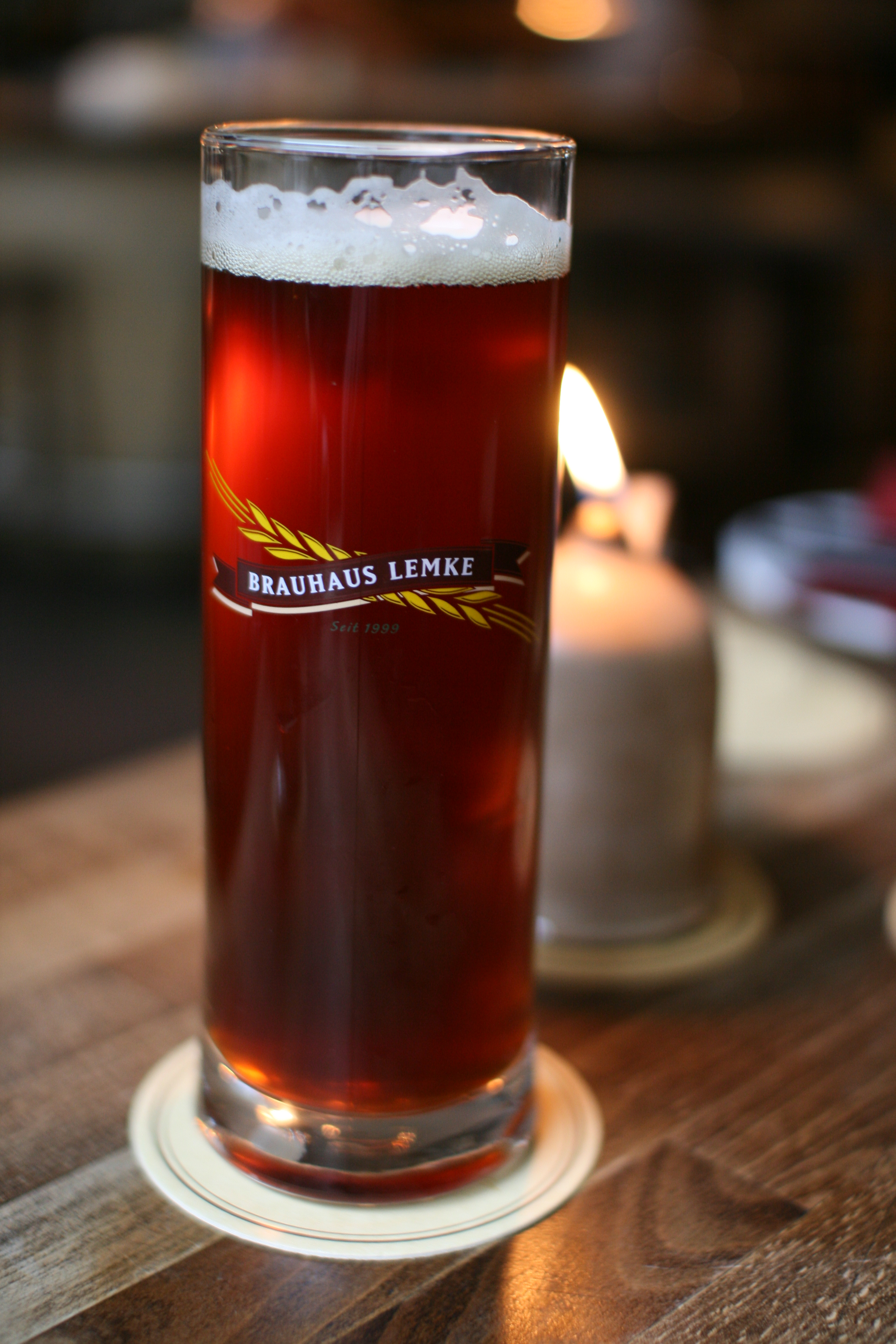
Una dunkel bavarese dal forte colore ambrato

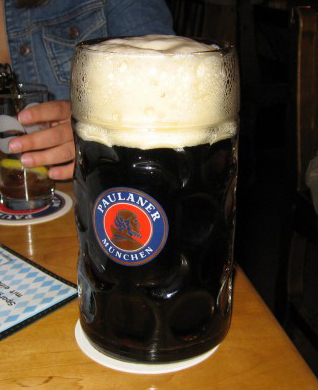
Un boccale di Paulaner Dunkel

Il termine dunkel (anche dunkles) identifica uno stile di birra tedesco caratterizzato dal colore scuro: "scuro" è proprio il significato letterale di "dunkel", in lingua tedesca.

Questo stile appartiene alla famiglia delle lager: si tratta cioè di birre a bassa fermentazione.

## Descrizione
Le dunkel, ancora più delle weizen e delle helles, sono uno stile di birra tradizionale di Monaco e sono popolari in tutta la zona rurale della Baviera. Con una concentrazione alcolica compresa solitamente tra 4.5% e 6%, le dunkel sono meno forti delle doppelbock, un altro stile di birra scura bavarese.
Le dunkel non sono necessariamente nere, anzi: il colore varia dall'ambrato carico fino al marrone molto scuro.
Il più delle volte, una dunkel è una lager scura, ma talvolta il termine è utilizzato anche per indicare birre weizen scure, come per esempio la Franziskaner Hefe-Weisse Dunkel; si tratta di birre fruttate e dolci dal sapore di malto più accentuato. Per chiarire l'ambiguità queste birre sono indicate talvolta come dunkel weizen.
Le lager chiare non divennero comuni che alla fine del XIX secolo, quando i progressi tecnologici resero più semplice la loro produzione.
Questo stile presenta un caratteristico sapore di malto, dovuto al processo di produzione che impiega la tecnica della tripla decozione.

## Alcunedunkel
- Beck's Dark
- Löwenbräu Dunkel Munich Dark
- Hacker-Pschorr Münchner Dunkel
- Hofbräu München Dunkel
- Paulaner Original Münchner Dunkel
- Warsteiner Dunkel
- Augustiner Dunkel